# Автомагістраль M18 (Велика Британія)
Автомагістраль M18 — автомагістраль у Йоркширі, Англія. Він пролягає на схід від Ротергема до Гула і становить приблизно 42 кілометри завдовжки. Частина дороги є частиною євромаршруту E13 без знаку.

## Маршрут

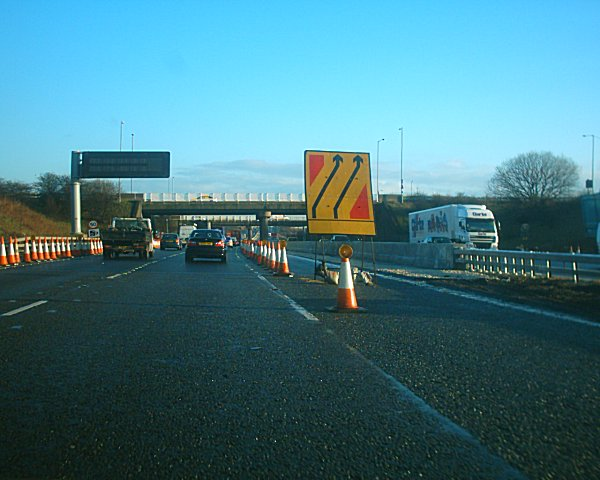
M18 на північ під час дорожніх робіт у 2005–2006 роках

M18 проходить у північно-східному напрямку на південний захід від розв'язки 32 автомагістралі M1 до розв'язки 35 автомагістралі M62. Він проходить на схід від Ротерема, на південний схід від Донкастера та Армторпа та на захід від Торна. Він зустрічається з A1(M) на перетині 2 (розв’язка A1(M) 35) – відома як Wadworth Interchange – і автострада M180 на розв’язці 5. Доступ до Донкастера здійснюється з перехресть 3 (A6182) і 4 (A630).

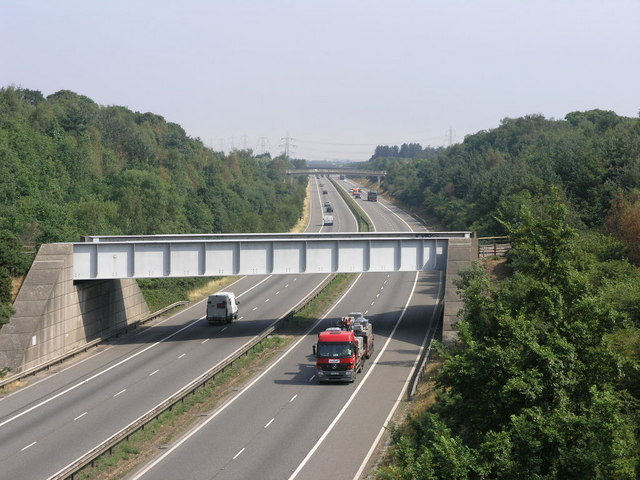
M18 в Південному Йоркширі

Середня половина автомагістралі M18 — це двосмугова дорога з подвійною проїзною частиною, на якій рух транспорту відносно низький. Однак ділянки від M1 до A1(M) і відрізки від M180 до M62 набагато більш завантажені, з трьома смугами в кожному напрямку, і є невелика трисмугова ділянка на північ між перехрестями 2 і 3. Він проходить над віадуком Водворт на перехресті 2. На півночі він потім перетинає магістраль Східного узбережжя, і до її закриття та демонтажу головного обладнання шахти можна було побачити велику вугільну шахту на півдні в Россінгтоні.

## Історія
- Розв'язка з 1 на розв'язку 2 відкрита в 1967 році
- Розв’язка 5 – 6 відкрита в 1972 році
- Розв’язка 6 – 7 відкрита в 1975 році
- Розв’язка 4–5 відкрита в 1977 році
- Розв'язка 2 - розв'язка 4 відкрита в 1979 році

Спочатку M18 мала бути частиною M1, але було вирішено прокласти M1 у бік Лідса замість Донкастера, і те, що було б M1 на схід від Шеффілда, стало M18. Щоб забезпечити кращий доступ до центру міста Донкастер і нової Великої Йоркширської дороги до аеропорту Донкастер Шеффілд, ділянку M18 між розв’язками 2 і 3 на північ було оновлено до 3 смуг між 20 червня 2014 року та 12 червня 2015 року.